# Galícia Unida
Galícia Unida (GU) (en castellà: Galicia Unida) és un partit polític de dretes gallec.
Va néixer a Sada sota el lideratge d'Antón Vilariño i formà part del Partit Galleguista l'any 2005, abandonant-lo poc després.
Va participar en les eleccions autonòmiques de 2009, amb resultats testimonials: 369 vots (0,02%), sent la 
setzena força en nombre de vots. El seu cap de llista fou Juan Carreira Gómez, i es presentà únicament a les províncies de Lugo i Ourense.